# Poarta (roman de Philip José Farmer)
Poarta (1973) (titlu original Traitor to the Living) este un roman science fiction scris de Philip José Farmer.

## Acțiunea romanului
Gordon Carfax nu crede nicio clipă că mașina numită MEDIUM, creată de un om de știință nebun, permite cu adevărat comunicarea cu morții. În cel mai bun caz, el e dispus să accepte că mașina primește mesaje de la o rasă extraterestră. Așa se face că, pentru a pune lucrurile la punct odată pentru totdeauna, el îl provoacă public pe Raymond Western să demonstreze cum funcționează mașina.
Western acceptă provocarea și îl invită pe Carfax să o folosească și să se convingă pe propria piele.

## Legături cu seriaHerald Childe
În 1968, Farmer scrisese un roman science fiction cu elemente erotice, intitulat Image of the Beast, care urmărește viața lui Herald Childe, un detectiv privat. Acesta intră în posesia unei înregistrări care prezintă uciderea partenerei sale de către o ființă care aduce cu un vampir. Investigația pornită de el pentru a afla identitatea ucigașului îl duce într-o lume plină cu monștri care au o predilecție pentru sex brutal și supranatural. Printre monștri se află vampiri, vârcolaci, femei-șerpi, ființe nedefinite care își pot schimba forma și fosta lui soție.
Cartea a fost urmată în anul următor de Blown: or Sketches Among the Ruins of My Mind. Cele două romane au fost publicate la un loc de către Playboy în anul 1979, sub titlul Image of the Beast.
Personajul principal al romanului Poarta este în mod cert Herald Childe. Pe lângă faptul că este un roman non-erotic (spre deosebire de celelalte două), acțiunea acestuia urmează unor evenimente petrecute într-o a treia carte care nu a fost niciodată scrisă și în care Childe rămâne amnezic.